# Marcel Rouquette
Pour les articles homonymes, voir Rouquette.
Vous pouvez aider à l'améliorer ou bien discuter des problèmes sur sa page de discussion.
- Il n’est pas rédigé dans un style encyclopédique. (Marqué depuis juin 2025)
- Il est orphelin : moins de trois articles lui sont liés. Aidez à ajouter des liens en plaçant le code [[Marcel Rouquette]] dans les articles relatifs au sujet. (Marqué depuis juin 2025)

Marcel Rouquette, né le 27 août 1916 à Saint-Laurent-le-Minier (Gard) et mort le 27 juillet 1999 à Aix-en-Provence, est un militaire français qui fut un as de l'aviation au cours de la Seconde Guerre mondiale.
Pilote de chasse affecté à compter du 8 mars 1940 à la SPA 67, première escadrille du groupe de chasse I/5 de Reims (alors déployé sur le terrain d'opérations de Suippes), Marcel Rouquette remporta au cours de la guerre un total de dix victoires aériennes homologuées et de six victoires probables, dont une en 1942 (remportée le 28 août contre un Vickers Wellington de la Royal Air Force) et une autre en 1944.
En 1952, il fut chargé de mettre sur pied la 30e escadre de chasse de nuit à Tours, escadre qu’il commanda. Puis, de 1956 à 1958, il commanda la base aérienne 132 de Colmar-Meyenheim. Chef d’état-major du 1er Commandement aérien tactique (Catac) à Lahr (République fédérale d'Allemagne) en 1961, il commanda de 1962 à 1964 l’École de l’air de Salon-de-Provence.
Général de brigade aérienne, il fut nommé sous-chef d’état-major de l'Armée de l'air en 1964. Général de division aérienne l'année suivante, il fut choisi en octobre 1966 pour présider le Conseil permanent de la sécurité aérienne. Il quitta l'Armée de l'air le 1er janvier 1968.

## Sources
1. ↑  « matchID - Moteur de recherche des décès », sur deces.matchid.io (consulté le 11 novembre 2023)

- Daniel Porret & Franck Thevenet, Les As de la guerre 1939-1945 (tome II, L à Z), Service historique de l'Armée de l'air, 1991.  (ISBN 2-904521-12-7)